# Edifício Marconi

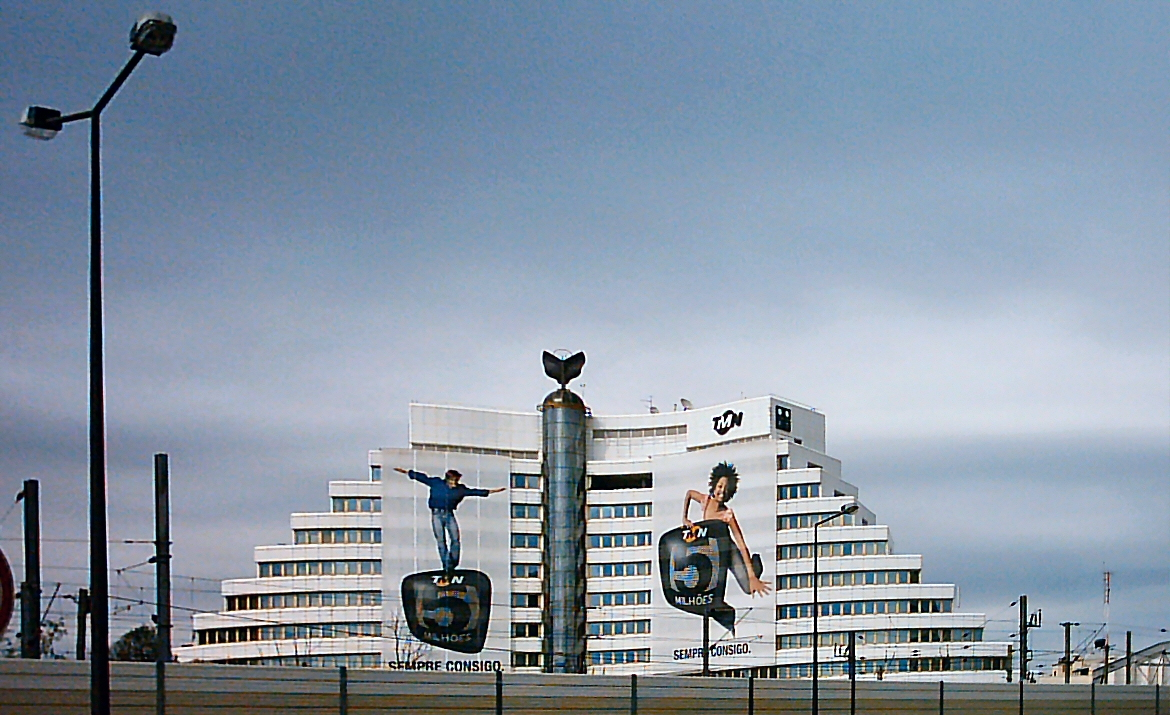
Das Edifício Marconi (2003)

Das Edifício Marconi ist ein Bürogebäude am nördlichen Rand des Zentrums der portugiesischen Hauptstadt Lissabon.
Es ist knapp 42 Meter hoch und zählt 12 Stockwerke. Bis 2014 war es Sitz des Telekommunikationsunternehmens MEO, seit 2015 ist ein Callcenter-Unternehmen hier ansässig.
Das Edifício Marconi ist unter der Nummer 33804 in der SIPA, der Liste der portugiesischen Denkmalbehörde eingetragen.

## Geschichte und Nutzung
Das Gebäude wurde 1992 als Firmensitz der Companhia Portuguesa Rádio Marconi errichtet, einer 1925 unter Konzession von Guglielmo Marconi gegründeten Telekommunikationsfirma. Mit der Planung wurde der portugiesische Architekt Raul Martins beauftragt. Bei der elektrischen und thermischen Planung wurde er unterstützt durch den Elektroingenieur José Murta Lourenço, ausführende Baufirma war EDIFER.
Martins schuf in städtebaulich exponierter Lage an der Kreuzung der Avenida Álvaro Pais / Avenida 5 de Outubro unmittelbar nördlich des Bahnhofs Entrecampos einen Bau im Stil der Postmoderne. Inspiriert von einer Radiowelle entstand ein wellenförmiges Gebäude. Die nach oben in ihren Ausmaßen stetig kleiner werdenden Stockwerke schaffen ein treppenartiges Bild. Die Fassade ist mit weißen Aluminiumplatten verkleidet, die die goldene Farbe der Rahmen und anderer Elemente kontrastieren. Vor dem Eingang des Gebäudes befindet sich die Plastik Mapa da Memória Inicial von Espiga Pinto.
Nachdem Marconi 2002 in die Portugal Telecom eingegliedert worden war, wurde das Gebäude Sitz des Telekommunikationsunternehmens TMN, später MEO. 2007 verkaufte die Portugal Telecom das Haus für eine unbekannt gebliebene Summe an einen Immobilienfonds der Caixa Geral de Depósitos. 2014 verließ MEO das Gebäude. Zunächst sollten hier Luxuswohnungen entstehen, dann entschied sich der Eigentümer weiter für eine Nutzung als Bürogebäude. 2015 bezog die international tätige Callcenterfirma Teleperformance das Gebäude.